# Вошлебень (комуна)
Вошлебень, Вошлебені (рум. Voșlăbeni) — комуна у повіті Харгіта в Румунії. До складу комуни входять такі села (дані про населення за 2002 рік):
- Ізвору-Мурешулуй (801 особа)
- Вошлебень (1255 осіб) — адміністративний центр комуни

Комуна розташована на відстані 248 км на північ від Бухареста, 33 км на північний захід від М'єркуря-Чука, 109 км на північ від Брашова.

## Населення
За даними перепису населення 2002 року у комуні проживали 2056 осіб.
Національний склад населення комуни:
| Національність | Кількість осіб | Відсоток |
| -------------- | -------------- | -------- |
| румуни         | 1225           | 59,6%    |
| угорці         | 807            | 39,3%    |
| цигани         | 24             | 1,2%     |

Рідною мовою назвали:
| Мова      | Кількість осіб | Відсоток |
| --------- | -------------- | -------- |
| румунська | 1223           | 59,5%    |
| угорська  | 809            | 39,3%    |
| циганська | 24             | 1,2%     |

Склад населення комуни за віросповіданням:
| Релігія        | Кількість осіб | Відсоток |
| -------------- | -------------- | -------- |
| православні    | 1184           | 57,6%    |
| римо-католики  | 805            | 39,2%    |
| баптисти       | 30             | 1,5%     |
| реформати      | 25             | 1,2%     |
| греко-католики | 8              | 0,4%     |
| атеїсти        | 2              | 0,1%     |
| п'ятдесятники  | 1              | < 0,1%   |